# Arterele palpebrale laterale
Arterele palpebrale laterale sunt artere mici care alimentează pleoapa.